# MAZ-103T
Unter der Bezeichnung MAZ-103T (russisch МАЗ-103Т, deutsche Transkription eigentlich MAS-103T), auch MAZ-Eton 103T, AKSM-221 (russisch АКСМ-221) oder SWARZ-6235.00 (russisch СВАРЗ-6235.00) werden bzw. wurden Trolleybusse auf Basis des Niederflurbusses MAZ-103 vom belarussischen Fahrzeughersteller Minski Awtomobilny Sawod gefertigt. Dabei wurde das ursprüngliche Fahrzeug 1999 projektiert und ebenfalls ab 1999 bei MAZ als MAZ-103T gefertigt, in den folgenden Jahren kam es mehrfach zu Wechseln der Hersteller und Bezeichnungen.

## Modellhistorie

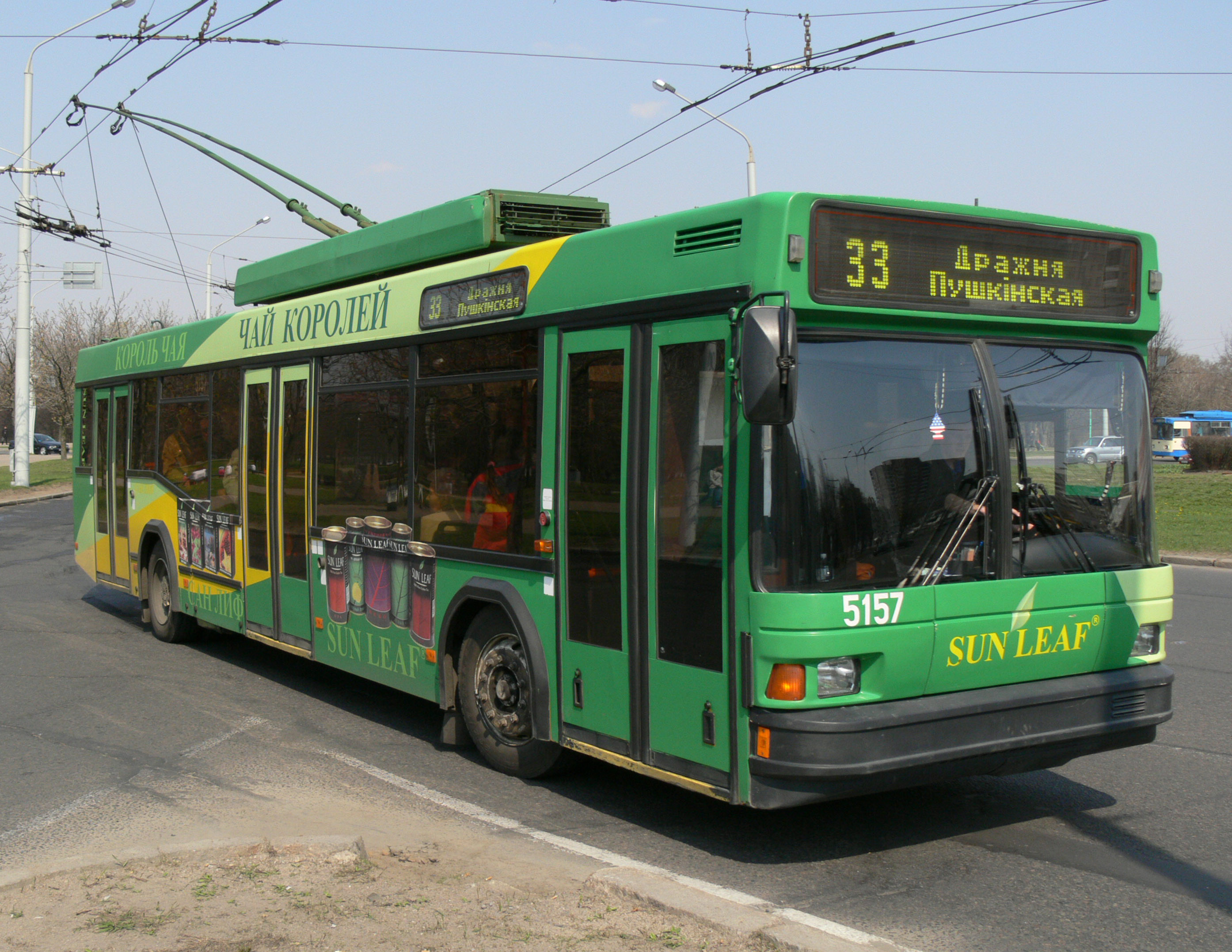
Ein AKSM-221 2006 in Minsk

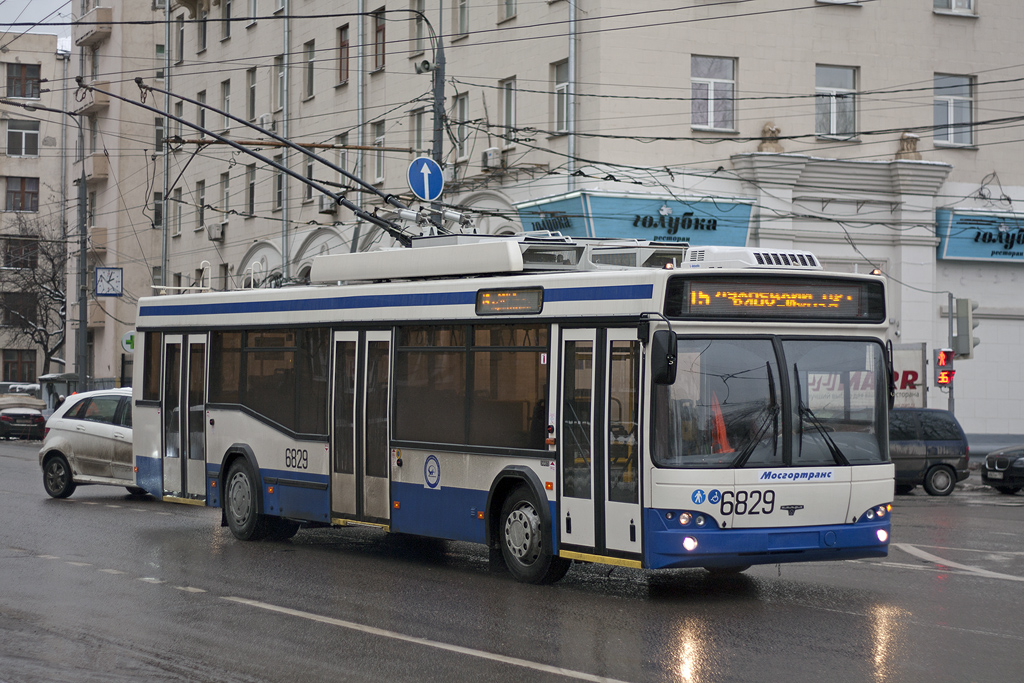
Ein SWARZ-6235 2012 in Moskau

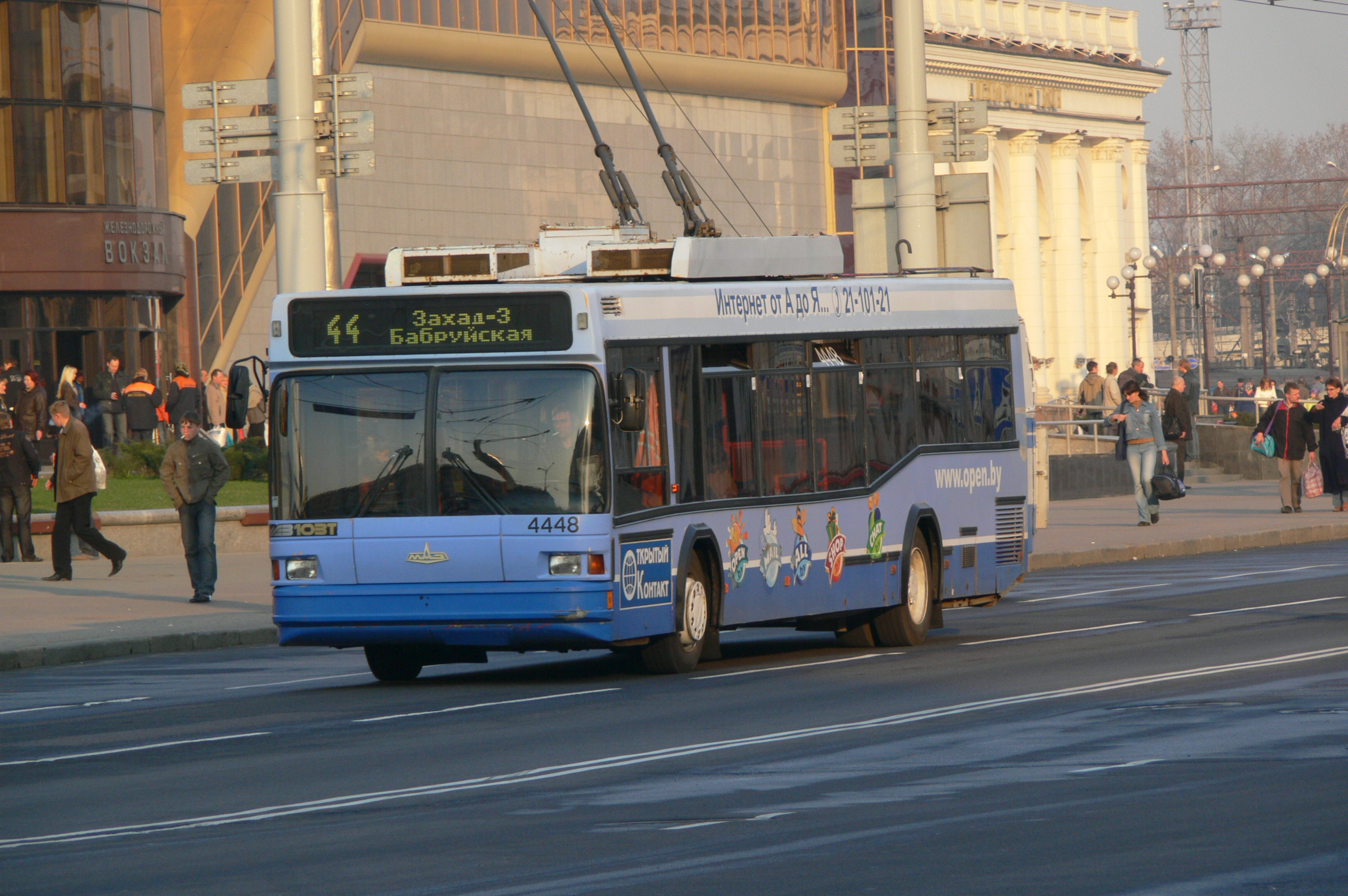
MAZ-103T in Minsk, 2006

- MAZ-103T: Bei MAZ ab 1999 projektiert und bis 2007 gefertigt.
- AKSM-221: Bei Belkommunmasch gefertigter Trolleybus. MAZ lieferte das Fahrgestell und die Karosserie, Belkommunmasch baute die Elektroaggregate aus der eigenen Produktion ein. Fahrzeuge dieses Typs wurden von 2003 bis 2004 sowie 2007 bis 2010 gefertigt und an die Städte Minsk und Brest geliefert.
- SWARZ-6235.00: Die im Moskauer Sokolnitscheski Wagonoremontno-Stroitelny Sawod (russisch Сокольнический вагоноремонтно-строительный завод, ein Waggonbau- und Ausbesserungswerk) seit 2008 gefertigten Fahrzeuge wurden nach dem gleichen Prinzip gebaut wie die AKSM-221. MAZ lieferte nur Fahrgestell und die Karosserie, die elektrischen Anlagen wurden in Russland hergestellt und eingebaut.
- MAZ-Eton 103T: Ab 2007 wurde bei MAZ überhaupt keine elektrische Ausrüstung für die Trolleybusse mehr gefertigt, die Fertigung wurde zur OOO „Eton“ ausgelagert. MAZ lieferte nach dem schon bekannten System nur Fahrwerk und Aufbau der Fahrzeuge. Die einzigen Fahrzeuge dieses Typs wurden 2008 nach Brest geliefert. Seitdem wurden von MAZ und Eton keine weiteren Busse dieses Typs hergestellt.
- PT-6231: Für die Stadt St. Petersburg ebenfalls in Russland gefertigte Fahrzeugvariante.

## Beschreibung
Die Fahrzeuge haben drei zweiflügelige Passagiertüren, die ein zügiges Ein- und Aussteigen, auch von vielen Fahrgästen ermöglichen sollen. Insgesamt sind die Obusse je nach Ausführung für zirka 100 Fahrgäste zugelassen, wobei etwa 25 Sitzplätze und 75 Stehplätze vorhanden sind. Dabei geht man bei den Stehplätzen von bis zu acht Personen pro Quadratmeter aus. Ansonsten sind die Fahrzeuge bis auf die elektrischen Antriebs- und Steuerungssysteme dem dieselgetriebenen MAZ-103-Niederflurbus sehr ähnlich.

## Technische Daten
Alle Daten beziehen sich auf die Version MAZ-103T.
Antrieb
- Motor: Elektromotor
- Typ: DK-211BM
- Spannung: 550 V vom Fahrdraht
- Eingangsstrom: 250–500 A
- Motorstrom: Maximal 340 A
- Leistung: 170 kW
- Frequenz des Motorstromes: 25–500 Hz (Durch Änderung der Frequenz kann die Drehzahl des Motors und damit die Fahrgeschwindigkeit des Obusses gesteuert werden)
- Getriebe: keines
- Höchstgeschwindigkeit: 65 km/h
- Antriebsformel: 4×2

Abmessungen und Gewichtsangaben
- Zulässiges Gesamtgewicht: 18.000 kg
- Achslast vorne: 6500 kg
- Achslast hinten: 11.500 kg
- Länge: 11.985 mm
- Breite: 2500 mm
- Höhe: 2860 mm (ohne Stromabnehmer)
- Radstand: 6140 mm
- Spurweite vorne: 2048 mm
- Spurweite hinten: 2125 mm
- Überhang vorne: 2465 mm
- Überhang hinten: 3380 mm
- Bodenfreiheit: 300 mm
- Wendekreis (Radius): 11,3 m
- Reifengröße: 11,00/70R22,5

Sonstige Angaben
- Türen: drei Doppeltüren für Passagiere, keine gesonderte Fahrertür
- Sitzplätze: 25
- Stehplätze: 73
- Plätze gesamt: 98
- Fußbodenbereich für stehende Passagiere: ca. 8,4 m²
- Bremsanlage: Pneumatisch, Kompressor mit 3 kW Leistung und einer Arbeitsspannung von 380 V, ABS und ASR serienmäßig
- Fußbodenhöhe: 360–520 mm

## Dnipro T103
Seit 2013 wird bei Piwdenmasch in Dnipropetrowsk (Ukraine) der mit dem MAZ-103T baugleiche Dnipro T103 (ukrainisch Дніпро Т103) in Lizenz gebaut. Hierbei werden Rohbauten von MAZ bei Piwdenmasch komplettiert. Bis 2015 wurden sechs Dnipro T103 gebaut und an Mariupol, Krasnodon, Dnipropetrowsk und Artemiwsk geliefert.